# Skisprung-Grand-Prix 2008
Der Skisprung-Grand-Prix 2008 (offizielle Bezeichnung: FIS Grand Prix Skispringen 2008) war eine vom Weltskiverband FIS zwischen dem 26. Juli 2008 und dem 4. Oktober 2008 ausgetragene Wettkampfserie im Skispringen. Der an acht verschiedenen Orten in Europa und Asien ausgetragene Grand-Prix bestand aus einem Team- und zehn Einzelwettbewerben, davon fanden neun Wettbewerbe in Europa und zwei in Asien statt. Davon musste einer nach witterungsbedingtem Abbruch am nächsten Tag nachgeholt werden. Den Sieg in der Gesamtwertung konnte der Österreicher Gregor Schlierenzauer vor dem Schweizer Simon Ammann und dem Deutschen Michael Uhrmann erringen. Der österreichische Titelverteidiger Thomas Morgenstern belegte den siebten Platz. Die Nationenwertung gewann zum achten Mal in Folge Österreich, vor den Teams aus Deutschland und der Schweiz.

## Ergebnisse und Wertungen

### Grand-Prix Übersicht
| Datum                               | Austragungsort                      | Schanze                             | Bemerkung                           | Sieger                                                                           | Zweiter                                                                | Dritter                                                         |
| ----------------------------------- | ----------------------------------- | ----------------------------------- | ----------------------------------- | -------------------------------------------------------------------------------- | ---------------------------------------------------------------------- | --------------------------------------------------------------- |
| 26.7.2008                           | Hinterzarten                        | Adlerschanze HS108                  | Team                                | ÖsterreichAndreas Kofler Manuel Fettner Gregor Schlierenzauer Thomas Morgenstern | DeutschlandMichael Uhrmann Martin Schmitt Georg Späth Michael Neumayer | TschechienOndřej Vaculík Borek Sedlák Jan Matura Roman Koudelka |
| 4-Nations-Grand-Prix:               |                                     |                                     |                                     |                                                                                  |                                                                        |                                                                 |
| 27.7.2008                           | Hinterzarten                        | Adlerschanze HS108                  |                                     | Georg Späth                                                                      | Andreas Kofler                                                         | Thomas Morgenstern                                              |
| 1.8.2008                            | Einsiedeln                          | AKAD-Schanze HS117                  | 1                                   | Andreas Kofler                                                                   | Gregor Schlierenzauer                                                  | Thomas Morgenstern                                              |
| 3.8.2008                            | Courchevel                          | Tremplin du Praz HS132              | Nacht                               | Harri Olli                                                                       | Georg Späth                                                            | Simon Ammann                                                    |
| 5.8.2008                            | Pragelato                           | Stadio del Trampolino HS140         | Nacht                               | Gregor Schlierenzauer                                                            | Roman Koudelka                                                         | Harri Olli                                                      |
| 4-Nations-Grand-Prix-Gesamtwertung: | 4-Nations-Grand-Prix-Gesamtwertung: | 4-Nations-Grand-Prix-Gesamtwertung: | 4-Nations-Grand-Prix-Gesamtwertung: | Gregor Schlierenzauer                                                            | Andreas Kofler                                                         | Simon Ammann                                                    |
| 29.8.2008                           | Zakopane                            | Wielka Krokiew HS134                | Nacht                               | Wettkampf abgebrochen                                                            | Wettkampf abgebrochen                                                  | Wettkampf abgebrochen                                           |
| 30.8.2008                           | Zakopane                            | Wielka Krokiew HS134                | 2                                   | Gregor Schlierenzauer                                                            | Michael Uhrmann                                                        | Simon Ammann                                                    |
| 30.8.2008                           | Zakopane                            | Wielka Krokiew HS134                | Nacht                               | Gregor Schlierenzauer                                                            | Michael Uhrmann                                                        | Łukasz Rutkowski                                                |
| 13.9.2008                           | Hakuba                              | Hakuba-Schanzen HS131               | Nacht                               | Simon Ammann                                                                     | Daiki Itō                                                              | Andreas Küttel                                                  |
| 14.9.2008                           | Hakuba                              | Hakuba-Schanzen HS131               | Nacht                               | Simon Ammann                                                                     | Daiki Itō                                                              | Roar Ljøkelsøy                                                  |
| 3.10.2008                           | Klingenthal                         | Vogtland Arena HS140                |                                     | Gregor Schlierenzauer                                                            | Simon Ammann                                                           | Martin Koch                                                     |
| 4.10.2008                           | Liberec                             | Ještěd „A“ HS140                    | Nacht                               | Gregor Schlierenzauer                                                            | Daiki Itō                                                              | Martin Koch                                                     |

1 Das Springen wurde wegen starken Windes nach dem ersten Durchgang abgebrochen und gewertet.

2 Ersatz für das am Vortag wegen starken Windes und Regen abgebrochene Springen.

### Wertungen
| Rang | Name                  | Punkte |
| ---- | --------------------- | ------ |
| 01   | Gregor Schlierenzauer | 670    |
| 02   | Simon Ammann          | 617    |
| 03   | Michael Uhrmann       | 346    |
| 04   | Andreas Küttel        | 326    |
| 05   | Andreas Kofler        | 318    |
| 06   | Daiki Itō             | 264    |
| 07   | Thomas Morgenstern    | 234    |
| 08   | Georg Späth           | 230    |
| 09   | Michael Neumayer      | 227    |
| 10   | Martin Schmitt        | 183    |
| 11   | Roman Koudelka        | 172    |
|      | Harri Olli            | 172    |
| 13   | Martin Koch           | 171    |
| 14   | Łukasz Rutkowski      | 146    |
| 15   | Taku Takeuchi         | 143    |
| 16   | Kalle Keituri         | 137    |
| 17   | Maciej Kot            | 104    |
| 18   | Bjørn Einar Romøren   | 102    |
| 19   | Emmanuel Chedal       | 097    |
| 20   | Wolfgang Loitzl       | 095    |
| 21   | Nikolai Karpenko      | 093    |
| 22   | Andreas Wank          | 092    |
|      | Shōhei Tochimoto      | 092    |
| 24   | Ville Larinto         | 091    |
| 25   | Denis Kornilow        | 089    |

| Rang | Name                     | Punkte |
| ---- | ------------------------ | ------ |
| 26   | Anders Jacobsen          | 086    |
| 27   | Anders Bardal            | 082    |
| 28   | Roar Ljøkelsøy           | 075    |
| 29   | Dmitri Wassiljew         | 072    |
| 30   | Jurij Tepeš              | 071    |
|      | Fumihisa Yumoto          | 071    |
| 32   | Kento Sakuyama           | 070    |
|      | David Lazzaroni          | 070    |
| 34   | Adam Małysz              | 068    |
| 35   | Tom Hilde                | 066    |
| 36   | Marcin Bachleda          | 063    |
|      | Primož Pikl              | 063    |
|      | Jakub Janda              | 063    |
| 39   | Stephan Hocke            | 061    |
| 40   | Felix Schoft             | 060    |
| 41   | Noriaki Kasai            | 059    |
| 42   | Choi Heung-chul          | 057    |
| 43   | Yūta Watase              | 055    |
| 44   | Bastian Kaltenböck       | 054    |
|      | Borek Sedlák             | 054    |
| 46   | Pawel Karelin            | 053    |
| 47   | Vincent Descombes Sevoie | 050    |
| 48   | Matic Kramaršič          | 049    |
| 49   | Ilja Rosljakow           | 045    |
| 50   | Sigurd Pettersen         | 043    |

| Rang | Name                | Punkte |
| ---- | ------------------- | ------ |
| 51   | Nicolas Fettner     | 042    |
| 52   | Alexei Koroljow     | 036    |
| 53   | Kim Hyun-ki         | 034    |
| 54   | Ondřej Vaculík      | 033    |
| 55   | Jernej Damjan       | 030    |
| 56   | Kenneth Gangnes     | 029    |
| 57   | Sami Niemi          | 027    |
| 58   | Stefan Thurnbichler | 025    |
| 59   | Dmitri Ipatow       | 021    |
|      | Markus Eggenhofer   | 021    |
| 61   | Robert Kranjec      | 019    |
| 62   | Stefan Hula         | 016    |
| 63   | Erik Simon          | 014    |
|      | Jan Matura          | 014    |
| 65   | Jussi Hautamäki     | 013    |
| 66   | Takanobu Okabe      | 011    |
|      | Manuel Fettner      | 011    |
| 68   | Yukio Sakano        | 010    |
|      | Jure Šinkovec       | 010    |
| 70   | Mitja Mežnar        | 009    |
|      | Primož Peterka      | 009    |
| 72   | Jure Bogataj        | 007    |
|      | Choi Yong-jik       | 007    |
|      | Martin Cikl         | 007    |

| Endstand nach 11 Springen |             |        |
| \| Rang \| Land \| Punkte \| \| ---- \| ----------- \| ------ \| \| 01 \| Österreich \| 2041 \| \| 02 \| Deutschland \| 1563 \| \| 03 \| Schweiz \| 0943 \| \| 04 \| Japan \| 0925 \| \| 05 \| Norwegen \| 0733 \| \| 06 \| Tschechien \| 0643 \| \| 07 \| Finnland \| 0640 \| \| 08 \| Polen \| 0497 \| \| 09 \| Slowenien \| 0317 \| \| 10 \| Russland \| 0280 \| \| 11 \| Frankreich \| 0217 \| \| 12 \| Kasachstan \| 0129 \| \| 13 \| Südkorea \| 0098 \| |             |        |
| Rang | Land        | Punkte |
| 01 | Österreich  | 2041   |
| 02 | Deutschland | 1563   |
| 03 | Schweiz     | 0943   |
| 04 | Japan       | 0925   |
| 05 | Norwegen    | 0733   |
| 06 | Tschechien  | 0643   |
| 07 | Finnland    | 0640   |
| 08 | Polen       | 0497   |
| 09 | Slowenien   | 0317   |
| 10 | Russland    | 0280   |
| 11 | Frankreich  | 0217   |
| 12 | Kasachstan  | 0129   |
| 13 | Südkorea    | 0098   |